# Motif d'interférence conoscopique
Un motif d’interférence conoscopique ou figure d’interférence est un motif de couleurs biréfringentes traversé par des bandes sombres (ou isogyres), qui peut être produit à l’aide d’un microscope géologique pétrographique à des fins d’identification minérale et d’étude des propriétés optiques et chimiques des minéraux. Les figures sont produites par interférence optique lorsque des rayons lumineux divergents traversent une substance optiquement non isotrope, c’est-à-dire une substance dans laquelle l’indice de réfraction varie dans différentes directions à l’intérieur de celle-ci. La figure peut être considérée comme une « carte » de la façon dont la biréfringence d’un minéral varie avec l’angle de vue perpendiculaire à la lame étudiée, où la couleur centrale est la biréfringence vue en regardant droit vers le bas, et les couleurs plus éloignées du centre équivalent à voir le minéral à des angles de plus en plus croissants par rapport à la perpendiculaire. Les bandes sombres correspondent à des positions où l’extinction optique (isotropie apparente) serait observée. En d’autres termes, la figure d’interférence présente toutes les couleurs de biréfringence possibles pour le minéral à la fois.
L'examen de la figure d’interférence est un moyen infaillible de déterminer si un minéral est optiquement uniaxe ou biaxe. Si la figure est correctement alignée, l’utilisation d’une lame de teinte sensible en conjonction avec le microscope permet à l’utilisateur de déterminer le signe optique et l’angle optique du minéral.

## Formation d'une figure
En minéralogie optique, un microscope pétrographique et une lumière à polarisation croisée sont souvent utilisés pour visualiser le motif d’interférence. La lame mince contenant le minéral à analyser est placée sur la platine du microscope, au-dessus d’un polariseur linéaire, mais avec un second polariseur (l'« analyseur ») entre l’objectif et l’oculaire. Le condenseur du microscope est rapproché sous l’échantillon pour produire une grande divergence de rayons polarisés à travers un petit point, et l’intensité lumineuse est augmentée autant que possible (par exemple, en survoltant l'ampoule et en ouvrant le diaphragme). Un objectif de forte puissance est généralement utilisé. Cela maximise à la fois l’angle solide sous-tendu par l'objectif, et donc la variation angulaire de la lumière interceptée, et augmente également la probabilité qu’un seul cristal soit observé à un moment donné.
Pour visualiser la figure, les rayons lumineux sortant du microscope doivent émerger plus ou moins en parallèle. Ceci est généralement réalisé soit en retirant complètement l'oculaire (si possible), soit en plaçant une lentille de Bertrand (Émile Bertrand, 1878) entre l'objectif et l'oculaire.
N’importe quelle section de cristal peut en principe produire un motif d’interférence. Cependant, en pratique, seules quelques orientations cristallographiques différentes sont à la fois :
1. pratiques à identifier, pour permettre la production d’une figure,
2. capables de produire des informations fiables sur les propriétés cristallines.

En règle générale, l’orientation la plus utile et la plus facile à obtenir est celle qui regarde vers le bas de l’axe optique d’une section cristalline, ce qui donne une figure appelée figure d'axe optique (voir ci-dessous). De telles orientations cristallines peuvent être trouvées en lame mince en recherchant des coupes à travers des minéraux qui ne sont pas isotropes mais qui apparaissent néanmoins uniformément noirs ou gris très foncé sous une lumière normale à polarisation croisée sous tous les angles (c’est-à-dire qui sont « éteints »). Lorsque l'on est loin de regarder vers le bas d’un axe optique, on peut voir une « figure de flash » – une couleur de biréfringence d’ordre supérieur, interrompue quatre fois lorsque la platine est tournée à 360 degrés par des « éclairs » de noir qui balaient le champ de vision.

## Figures caractéristiques des minéraux uniaxes et biaxes

### Minéraux uniaxes

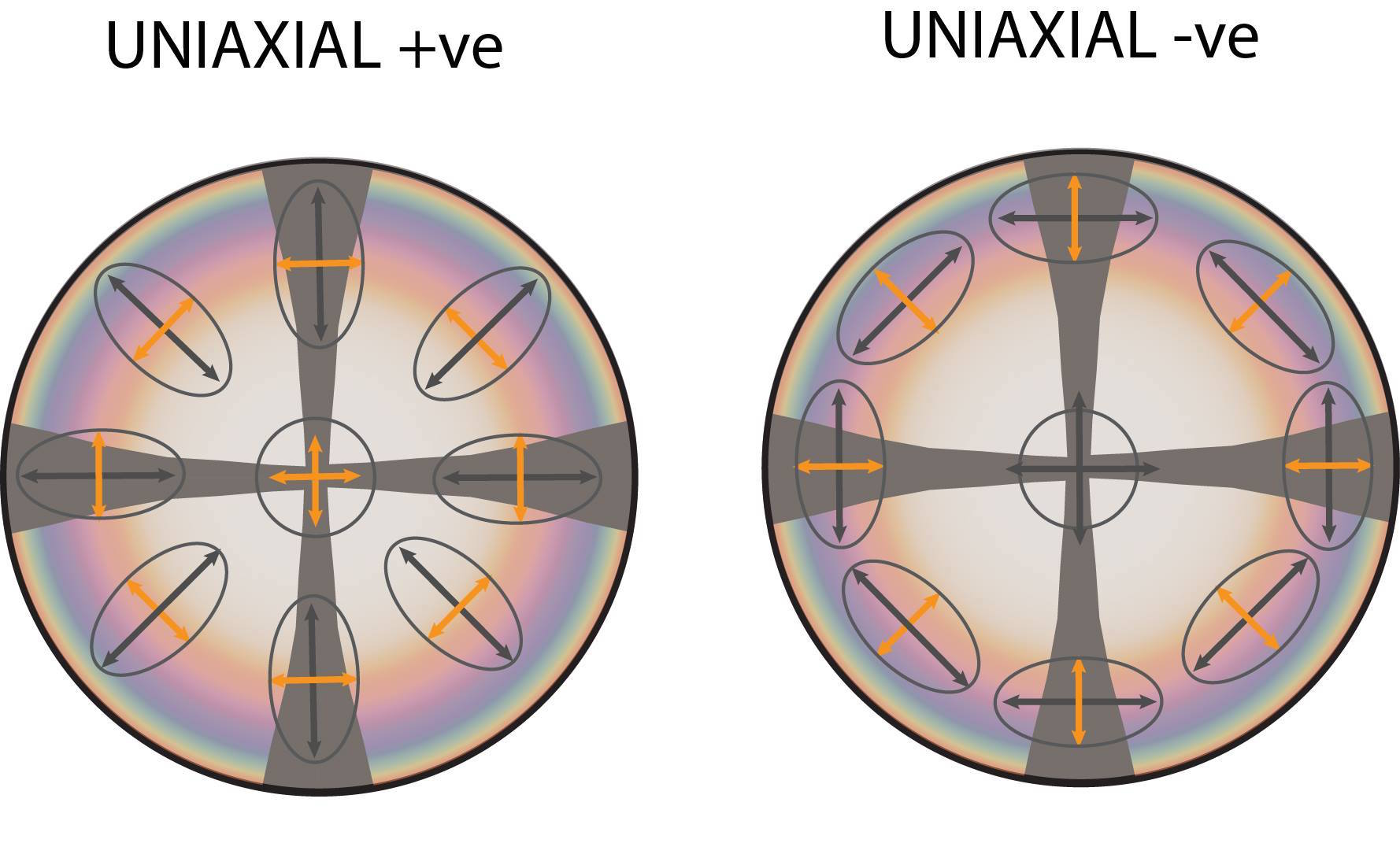
Croquis de figures d’interférence uniaxes, visualisées le long de l’axe optique de chaque minéral. Les couleurs se rapprochent des couleurs de biréfringence que l’on pourrait voir s’il s’agissait d’un minéral avec une biréfringence maximale de second ordre. Le motif foncé de la « croix de Malte » est caractéristique des minéraux uniaxes. Sont également illustrés des schémas de la forme d’une section transversale à travers l'ellipsoïde des indices du minéral (enregistrant son indice de réfraction en 3D) qui serait visible à chaque position. La direction allongée pourrait être distinguée par l’ajout d’une lame de teinte sensible au microscope, permettant à l’utilisateur de faire la distinction entre les minéraux « uniaxes positifs » (à gauche) et les minéraux « uniaxes négatifs » (à droite).

Une figure d’interférence produite en regardant droit vers le bas ou près de l’axe optique d’un minéral uniaxe montrera une forme de « croix de Malte » caractéristique à ses isogyres. Si on regarde parfaitement vers le bas de l’axe optique, le motif restera complètement immuable lorsque la platine sera tournée. Cependant, si l’angle de vision est légèrement éloigné de l’axe optique, le centre de la croix tournera/orbitera autour du point central lorsque la platine sera tournée. La forme de la croix restera constante pendant qu’elle se déplace.

### Minéraux biaxes

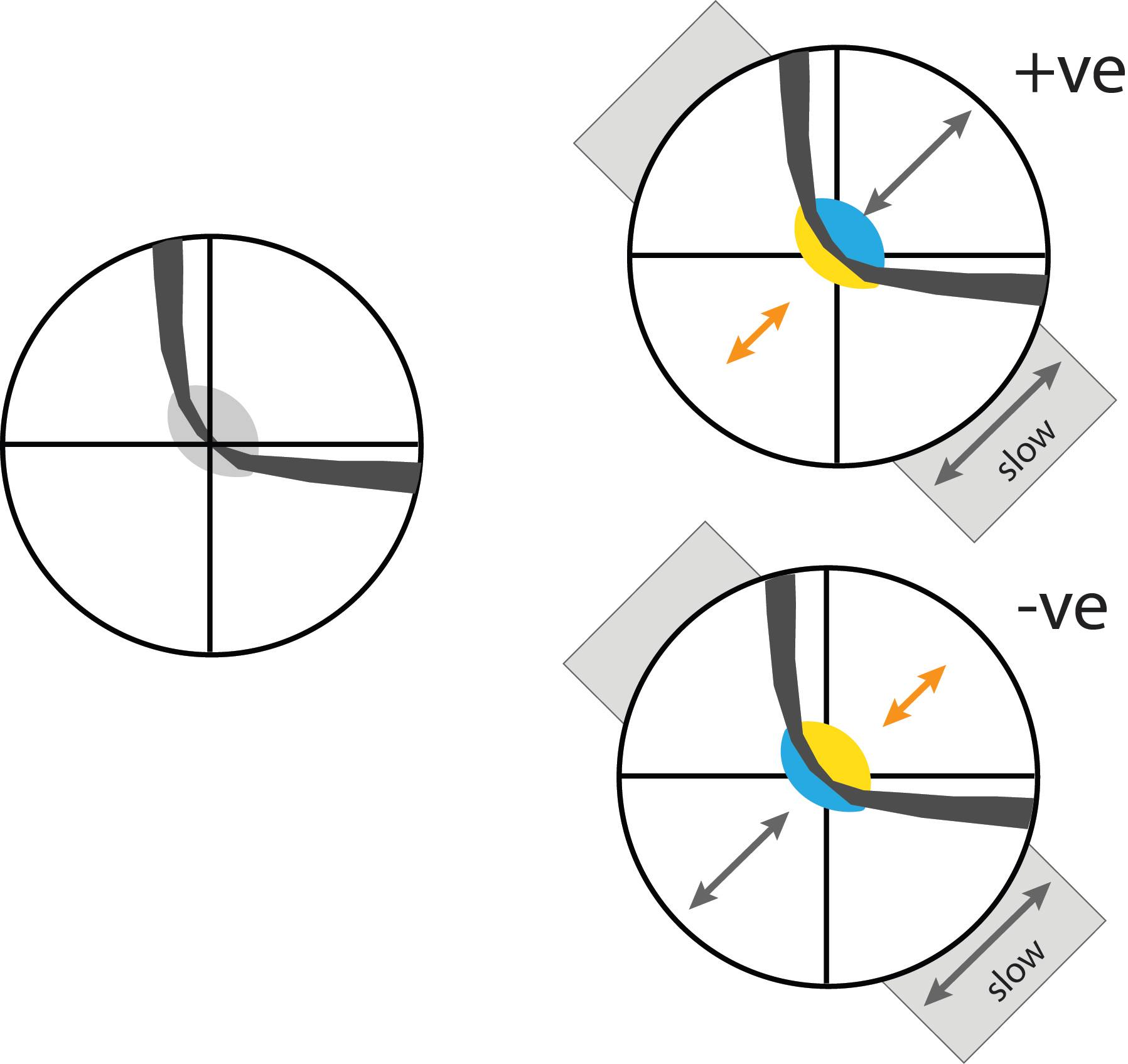
Figures d’interférence possibles pour un minéral biaxe ayant un angle 2V élevé, vu le long de l’un de ses deux axes optiques. La forme incurvée de l’isogyre est caractéristique des minéraux biaxes - bien que le degré de courbure change lorsque la platine du microscope est tournée, et à certaines orientations, le motif ressemblera au motif de la « croix de Malte » d’un minéral uniaxe. L’image de gauche illustre la figure seule ; la tache grise au centre indique les couleurs de biréfringence du premier ordre (gris) que l’on voit ici (l’ordre des couleurs observées augmenterait en réalité en s’éloignant du centre, mais ces couleurs ne sont pas représentées). Les deux figures de droite montrent l’effet de l’ajout d’une lame de teinte sensible à la configuration, remplaçant le gris au centre par des couleurs de biréfringence bleue du deuxième ordre et jaune du premier ordre. La polarité du jaune et du bleu révèle si le minéral observé est optiquement « biaxe positif » (en haut) ou « biaxe négatif » (en bas), ce qui peut être une propriété clé dans l’identification du minéral (ou l’étude de sa composition).

La figure d'interférence d’un minéral biaxe (orthorhombique, monoclinique ou triclinique) est plus complexe. Un ou deux isogyres incurvés (parfois appelés « brosses ») seront visibles, dont l’un aura son point de courbure maximale parfaitement centré (la figure montre un exemple avec un seul isogyre visible.) Si deux isogyres sont visibles, ils seront positionnés dos à dos. La rotation de la platine fera bouger les isogyres et les changera de forme de manière frappante - en se déplaçant d’une position où les isogyres se courbent en douceur et sont largement séparés à leur point le plus proche, puis deviennent progressivement plus étroitement incurvés/carrés à leurs points médians à mesure qu’ils se rapprochent l’un de l’autre (un deuxième isogyre apparaissant hors du champ de vision s’il était absent auparavant), puis fusionnant pour former un motif de croix de Malte très semblable à celui d’un minéral uniaxe. En continuant à faire pivoter la platine, les isogyres se sépareront à nouveau, mais dans les quadrants opposés à ceux où ils se trouvaient auparavant, puis se rencontreront à nouveau, puis se sépareront à nouveau dans leurs quadrants d’origine, et ainsi de suite. Les isogyres se toucheront quatre fois en une révolution de 360 degrés, chaque fois correspondant à l’une des positions d’extinction observées dans la lumière normale à polarisation croisée.
La séparation maximale entre les isogyres se produit lorsque la lame est tournée d’exactement 45 degrés par rapport à l’une des orientations où les isogyres se rejoignent. Le point où les isogyres sont le plus étroitement courbés représente la position de chacun des deux axes optiques présents dans un minéral biaxe, et donc la séparation maximale entre les deux courbes est un diagnostic de l’angle entre les deux axes optiques du minéral. Cet angle est appelé angle optique et est souvent noté « 2V ». Dans certains cas, la connaissance de l’angle optique peut être un outil de diagnostic utile pour faire la distinction entre deux minéraux qui se ressemblent par ailleurs. Dans d’autres cas, le 2V varie avec la composition chimique d’une manière connue pour un minéral donné, et sa valeur mesurée peut être utilisée pour estimer les rapports entre les éléments de la structure cristalline – par exemple, le rapport Fe/Mg dans les olivines. Cependant, dans ces cas, il devient également important d’être sûr du signe optique du minéral (essentiellement, cela indique comment l’angle optique est orienté par rapport à l’ensemble de l'ellipsoïde des indices décrivant les indices de réfraction du minéral en 3D). Le signe optique et l'angle optique peuvent être déterminés ensemble en combinant la microscopie à motif d’interférence avec l’utilisation d’une lame de teinte sensible.
De part et d’autre de la « selle » formée par les isogyres, des anneaux biréfringents de couleur courent concentriquement autour de deux formes semblables à des yeux appelées mélatopes. Les bandes les plus proches sont des cercles, mais plus loin, elles deviennent en forme de poire, la partie étroite pointant vers la selle. Les plus grandes bandes entourant la selle et les deux mélatopes sont en forme de huit.
Une carte de Michel-Levy est souvent utilisée en conjonction avec le motif d’interférence pour déterminer des informations utiles qui aident à l’identification des minéraux.